# Dendropsophus virolinensis
Espèce
Synonymes
- Hyla virolinensis Kaplan & Ruiz-Carranza, 1997

Statut de conservation UICN

 LC  : Préoccupation mineure
Dendropsophus virolinensis est une espèce d'amphibiens de la famille des Hylidae.

## Répartition
Cette espèce est endémique du Colombie. Elle se rencontre 1 750 et 2 400 m d'altitude à Gámbita dans le département de Santander sur le versant Ouest de la Cordillère orientale,.

## Publication originale
- Kaplan & Ruiz-Carranza, 1997 : Two New Species of Hyla from the Andes of Central Colombia and Their Relationships to Other Small Andean Hyla. Journal of Herpetology, vol. 31, no 2, p. 230-244.